# Robert Orr junior
Robert Orr Jr. (* 5. März 1786 bei Hannastown, Westmoreland County, Pennsylvania; † 22. Mai 1876 in Kittanning, Pennsylvania) war ein US-amerikanischer Politiker. Zwischen 1825 und 1829 vertrat er den Bundesstaat Pennsylvania im US-Repräsentantenhaus.

## Werdegang
Noch in seiner Jugend zog Robert Orr mit seinen Eltern in das Armstrong County. Später siedelte sich die Familie in der dortigen Stadt Kittanning an. Er besuchte die öffentlichen Schulen seiner jeweiligen Heimat. Im Jahr 1805 war er stellvertretender Sheriff im Armstrong County. Ansonsten studierte er Landvermessung. Schließlich wurde er stellvertretender Leiter der Bezirkslandvermessung. Während des Britisch-Amerikanischen Krieges von 1812 diente er in den amerikanischen Streitkräften, in denen er bis zum Oberst aufstieg. Gleichzeitig schlug er als Mitglied der Demokratisch-Republikanischen Partei eine politische Laufbahn ein. Zwischen 1817 und 1820 saß er als Abgeordneter im Repräsentantenhaus von Pennsylvania; von 1821 bis 1826 gehörte er dem Staatssenat an. In den 1820er Jahren schloss er sich der Bewegung um den späteren Präsidenten Andrew Jackson an.
Nach dem Rücktritt des Abgeordneten James Allison wurde Orr bei der fälligen Nachwahl als dessen Nachfolger in das US-Repräsentantenhaus in Washington, D.C. gewählt, wo er am 11. Oktober 1825 sein neues Mandat antrat. Nach einer Wiederwahl konnte er bis zum 3. März 1829 im Kongress verbleiben. Nach dem Ende seiner Zeit im US-Repräsentantenhaus widmete sich Robert Orr dem Militär. Dort erreichte er den Rang eines Generals. Er starb am 22. Mai 1879 in Kittanning im Alter von 90 Jahren.